# زرع البول
زرع البول هو إجراء مخبري يهدف لتحديد نوع الجراثيم الموجودة في البول وتحديد نوع المضادات الحيوية الفعالة لعلاجها ويطلق عليه أحيانا اسم اختبار الزرع والتحسس.

## مقدمة
في حال وجود إنتان جرثومي في المسلك البولي ( أي في الكلية أو الحالب أو المثانة أو الإحليل ) فإن الخطوة الأولى هي إجراء تحليل بول بسيط والذي يكشف عن وجود كريات بيض وحمر وجراثيم في البول ولكنه لا يحدد بالضبط ما هو نوع الجرثومة الموجودة وهنا نقوم باختبار الزرع والتحسس لتحديد نوع الجرثومة المسببة للالتهاب بالضبط والمضادات الحيوية الفعالة تجاهها.

## طريقة إجراء اختبار زرع البول
وتعتمد على أخذ عينة منتصف التبول وزرعها في أوساط مغذية لمدة 48 ساعة تقريبا حيث تنمو وتتكاثر الجراثيم الموجودة في العينة بسرعة على أوساط الزرع، وعندها نقوم بفحص هذه الجراثيم بطريقة تلوين غرام وباستخدام المجهر لتحديد نوعها وبتحديد نوع الجرثومة الموجودة في عينة البول يكون اختبار الزرع قد انتهى. ونبدأ عندها باختبار التحسس والذي هو ببساطة تجريب فعالية المضادات الحيوية على الجراثيم المأخوذة من أوساط الزرع وبنهاية هذا الاختبار يحدد طبيب المخبر لطبيب الجراحة البولية المضادات الحيوية الفعالة تجاه الجراثيم الموجودة عند مريضه والتي يستطيع استخدامها لعلاج التهاب المسالك البولية عند هذا المريض.

## شروط أخذ عينة البول
لنجاح اختبار الزرع والتحسس يجب توفر عدة شروط عند أخذ عينة البول وهي :
- توخي النظافة والعقامة التامة عند أخذ العينة.
- أن تكون العينة مأخوذة من منتصف التبول وليس بدايته أو نهايته.
- يفضل أن تكون العينة من البول الصباحي.
- أن يوقف المريض تعاطي المضادات الحيوية لمدة 4 أيام على الأقل قبل أخذ العينة.

## مقارنة بين تحليل البول وزرع البول
عند الشك بالتهاب المسالك البولية يفضّل بعض الأطباء إجراء تحليل البول بسيط والبدء بالعلاج التجريبي فورا ودون القيام باختبار الزرع والتحسس بسبب تكلفته المادية من جهة ولأنه يستغرق عدة أيام حتى تظهر نتيجته من جهة ثانية، ولكن المنهج العلمي والطريقة المتبعة في الممارسة السريرية الطبية حاليا تحتم على الطبيب إجراء اختبار الزرع والتحسس قبل البدء بالعلاج بالمضادات الحيوية.